# Wilson Katiyo
Wilson Katiyo (1947-2003) est un écrivain africain du Zimbabwe engagé dans la lutte pour l’indépendance de l’ancienne Rhodésie du Sud.

## Biographie
Né dans la Rhodésie du Sud britannique en 1947, d’origine shona, Wilson Katiyo vit dans le village de Makaha au Mashonaland Oriental (Nord-Est de l’actuel Zimbabwe) dans une famille de cultivateurs modestes.
Wilson Katiyo s’engage dans le mouvement nationaliste africain, ce qui lui vaut des ennuis avec les services de sécurité du gouvernement autonome de la colonie, le Special branch. Il quitte clandestinement le pays en 1965, pour rejoindre la Zambie voisine, devenue indépendante deux ans auparavant.
Il poursuit ensuite des études en Angleterre et voyage en Europe. Il publie en anglais A Son of the Soil (1976), qui connaît un succès relatif et est traduit en plusieurs langues, notamment en français, puis Going to Heaven (1979).
Katiyo retourne au Zimbabwe après l’indépendance du pays en 1980. Cependant, bien que A Son of the Soil lui ait valu une certaine célébrité, il ne réussit pas à s’intégrer durablement dans la nouvelle société issue de l’indépendance et préfère retourner en Europe en 1985. Il s’installe d’abord en France (Joinville-le-Pont et Meaux), puis revient vivre à Londres (Angleterre), où il décède en 2003 d’un cancer.
Wilson Katiyo, plusieurs fois marié, a eu 4 enfants de nationalité française.

## L’œuvre romanesque
Wilson Katiyo fait partie d’un groupe d’auteurs africains, comprenant Chenjerai Hove, Charles Mungoshi et Yvonne Vera, qui utilise la tradition orale des campagnes shona pour véhiculer un message de résistance à la domination blanche sur la Rhodésie. A Son of the Soil raconte l’histoire de l’engagement du jeune Alexio dans la guérilla. Le livre articule le lien fort entre la sensibilité africaine et la terre nourricière. Son premier roman, écrit dans une langue calme et satirique, fait figure de prélude au roman de guerre.
L’œuvre de Wilson Katiyo fut également profondément marquée par son expérience de la vie occidentale, qu’il vit comme une aliénation et décrit à travers son héros, Alexio, en Grande-Bretagne dans Going to Heaven. Il s’attache aux manifestations microcosmiques de l’oppression.
A Son of the Soil fut adapté pour le théâtre par Cyril Jennings et fut représenté par le département théâtre de l’université du Zimbabwe à Harare en 1984 sous le titre « Mavambo First steps ».
Un roman posthume, Tsiga, est publié en 2011 à partir d’une ébauche mise en forme par Nigel Watt.

### Œuvres de Wilson Katiyo
- Katiyo, Wilson, La Terre de Sekuru, traduction Brigitte Angays, Syros, Paris, 1989 (titre anglais : A Son of the Soil)
- Katiyo, Wilson, A Son of the Soil, Rex Collings, Londres, 1976.
- Katiyo, Wilson, Going to Heaven, Harlow, 1979
- Charles N Davis, Gunnar Rydström, Keorapetse Kgositsile et Wilson Katiyo, Freeword : an anthology, Stockholm : Författares bokmaskin, 1983
- Katiyo, Wilson, Mavambo first steps, Faculty of Arts and Drama, University of Zimbabwe, Harare, 1986.
- Katiyo, Wilson, Tsiga, Books of Africa, 2011

### Publications sur Wilson Katiyo
- Primorac, Ranka et Dodgson-Katiyo, Pauline, The Journal of Commonwealth Literature, volume 39, 2004; pages 125-126
- Primorac, Ranka, The Novel in a House of Stone: Re-categorising Zimbabwean Fiction, Journal of Southern African Studies, volume 29, mars 2003, pages 49–62
- Veit-Wild, Flora, De-silencing the Past—Challenging “Patriotic History”: New Books on Zimbabwean Literature, Research in African Literatures, volume 37, automne 2006, Vol. 37, pages 193-204
- Vambe, Maurice Taonezvi, African oral story-telling tradition and the zimbabwean novel in English, Unisa Press, Afrique du Sud, 2004

### Sources audiovisuelles
- Olley, Marima, After the Hunder and Drought (After the Hunger & the Drought), documentaire, 54 min, 1988